# Top (Automarke)
Top war eine brasilianische Automarke.

## Markengeschichte
Ein Unternehmen, dessen Sitz sich wahrscheinlich im Bundesstaat São Paulo befand, stellte in den 1990er Jahren Automobile her. Der Markenname lautete Top.

## Fahrzeuge
Das einzige Modell war ein VW-Buggy. Die offene türlose Karosserie bot Platz für zwei Personen. Hinter den Sitzen war eine Überrollvorrichtung. Eckige Scheinwerfer waren in die Fahrzeugfront integriert. Auffallend war die ansteigende Gürtellinie.